# Casa Don Pedro
La casa Don Pedro és un edifici a la vila d'Horta de Sant Joan (Terra Alta) inclòs a l'Inventari del Patrimoni Arquitectònic de Catalunya.
Aquest edifici pertany a una de les famílies més influents i benestants d'Horta. Sobre la porta d'arc apuntat que dona a la plaça Sant Salvador hi va haver, en temps passat, una capella propietat de la família. Hi va existir fins a la Guerra Civil de 1936-1939. Fa uns anys es va rehabilitar interiorment i exteriorment. Es van millorar les façanes, sobretot la nord-est i la nord-oest, que es van netejar i arrebossar de nou.

## Arquitectura
És un edifici d'estil renaixentista-barroc en força bon estat de conservació, tant interior com exterior. És una construcció disposada en testera de planta irregular però amb tres parts ben acotades. Consta de planta baixa, dues plantes i planta golfa i és coberta a un vessant de teula.
L'accés principal és entre mitgeres i ubicat a la façana que dona a la plaça Sant Salvador d'Horta. La façana és ben ordenada, amb obertures simètriques i alineades a les plantes superiors: finestrals, balcons senzills i ulls de bou el·líptics a la part superior.
Un sector de planta gairebé triangular és disposat en testera amb façana al carrer Bonaire i a la plaça Sant Salvador d'Horta. És cobert a un vessant de teula i és força reformat.
La façana posterior, que dona al carrer Medi Natural, presenta uns porxos coberts amb arcs rebaixats sostinguts per pilars quadrats, de carreu i amb motllures a manera de petits capitells. La cornisa sota el ràfec de la teulada és de rajola, amb bandes sobreposades en forma de ziga-zaga i dents de serra.